# Paramelomys rubex
Paramelomys rubex là một loài động vật có vú trong họ Chuột, bộ Gặm nhấm. Loài này được Thomas mô tả năm 1922.
Loài này phân bố ở Tây Papua, Indonesia và Papua New Guinea.